# Tomás Cavanagh
Tomás Cavanagh (Amenábar, provincia de Santa Fe, Argentina, 5 de enero de 2001) es un futbolista argentino. Juega como defensor en el Vélez Sarsfield de la Primera División de Argentina.

## Trayectoria
Tomás hizo las inferiores en Vélez Sarsfield, equipo en el que debutó el 5 de diciembre del 2020. Jugó apenas cuatro partidos y partió a préstamo a Talleres en enero de 2022. En 2023 retornó a Vélez y disputó un partido solamente en el año, en el marco de la Copa Argentina. Se afianzó en la plantilla del cuadro de primera en 2024, fue titular en la Copa Argentina y en la Copa de la Liga Profesional. En la última competencia fue titular frente a Godoy Cruz y Argentinos Juniors, en cuartos de final y semifinal respectivamente.

## Estadísticas
Actualizado al último partido disputado el 9 de abril de 2022.
| Club                         | Div.          | Temporada     | Liga  | Liga  | Copas nacionales | Copas nacionales | Copas internacionales | Copas internacionales | Total | Total |
| Club                         | Div.          | Temporada     | Part. | Goles | Part.            | Goles            | Part.                 | Goles                 | Part. | Goles |
| ---------------------------- | ------------- | ------------- | ----- | ----- | ---------------- | ---------------- | --------------------- | --------------------- | ----- | ----- |
| Vélez Sarsfield Argentina    | 1.ª           | 2020-21       | 4     | 0     | 0                | 0                | 0                     | 0                     | 4     | 0     |
| Vélez Sarsfield Argentina    | Total club    | Total club    | 4     | 0     | 0                | 0                | 0                     | 0                     | 4     | 0     |
| Talleres (Córdoba) Argentina | 1.ª           | 2022          | 1     | 0     | 0                | 0                | 0                     | 0                     | 1     | 0     |
| Talleres (Córdoba) Argentina | Total club    | Total club    | 1     | 0     | 0                | 0                | 0                     | 0                     | 1     | 0     |
| Total carrera                | Total carrera | Total carrera | 5     | 0     | 0                | 0                | 0                     | 0                     | 5     | 0     |

## Palmarés

### Títulos nacionales
| Título                        | Club            | País      | Año  |
| ----------------------------- | --------------- | --------- | ---- |
| Primera División de Argentina | Vélez Sarsfield | Argentina | 2024 |
| Supercopa Internacional       | Vélez Sarsfield | Argentina | 2024 |